# Gosener Kanal
Der Gosener Kanal (GoK) in Berlin ist eine Teilstrecke der Bundeswasserstraße, die als Wasserstraße Seddinsee und Gosener Kanal (WSG) bezeichnet wird und rechtlich zur Spree-Oder-Wasserstraße gehört. Er verbindet den Seddinsee mit dem Dämeritzsee und durchquert das Europäische Vogelschutzgebiet Müggelspree. Der Kanal stellt demnach eine Verbindung zwischen der Spree-Oder-Wasserstraße und den Rüdersdorfer Gewässern und seinen Industriestandorten her. Der GoK ist als Wasserstraßenklasse III ausgewiesen. Zuständig für die Verwaltung ist das Wasserstraßen- und Schifffahrtsamt Spree-Havel.
Parallel zum Gosener Kanal verläuft östlich der Gosener Graben, der sonst nur von kleinen Sportbooten ohne Maschinenantrieb befahren werden darf.

## Der Kanal
Die Gesamtlänge des Kanals zwischen den Seerändern beträgt 2,8 Kilometer (WSG-km 2,90 bis 5,73). Eine Schleuse war im Kanal nicht notwendig, da es zwischen den Seen keinen nennenswerten Wasserspiegelunterschied gibt. Er wurde für Plauer-Maß-Schiffe gebaut, war 2,25 m tief, hatte eine Sohlenbreite von 16 m und eine Wasserspiegelbreite von 30 m. 1993 wurde eine einseitige Verbreiterung des Kanals mit Uferspundwänden und eine Vertiefung auf 3,00 m abgeschlossen.
Über den Kanal führt die Neue Fahlenbergbrücke. Sie führt die Gosener Landstraße (L 39) zwischen Gosen-Neu Zittau und Müggelheim über das Gewässer. Sie wurde nach Neubau 2023 neu eingeweiht.

## Geschichte
Bereits 1872 gab es den Plan, einen Schifffahrtskanal zwischen beiden Seen im Zuge des Gosener Grabens herzustellen. Ein Ausbau des Wasserweges 1891 gemeinsam mit dem Oder-Spree-Kanal konnte nicht realisiert werden. Bei einer späteren Planung verlegte man die Kanaltrasse westlich des Gosener Grabens in den städtischen Berliner Dauerwald, um einer Entschädigung von über 100 Grundstücksbesitzern bei einem Ausbau des Gosener Grabens zu entgehen. Mit ersten Rodungsarbeiten zur Vorbereitung des Kanalbaues wurde Anfang der 1920er Jahre begonnen. Infolge der Hyperinflation wurden die Arbeiten aber eingestellt. Erst im August 1933 wurde dann offiziell der erste Spatenstich durchgeführt. Ende Januar 1936 erfolgte die Verkehrsfreigabe und die amtliche Benennung Gosener Kanal durch das Reichsverkehrsministerium.

## Gründe für den Kanalbau
- Verkürzung der Entfernung zwischen dem Industriegebiet an den Rüdersdorfer Gewässern und der Industrie um Niederlehme und Königs Wusterhausen um rund 18 Kilometer.
- Erhöhung der Verkehrssicherheit auf den umliegenden Wasserstraßen durch deren Entlastung.
- Kultivierungs- und Entwässerungsmaßnahmen.
- Der wichtigste und bauentscheidende Grund war jedoch die Umgehung der Regattastrecke in Berlin-Grünau für die Zeit der Olympischen Spiele 1936. Möglicherweise wäre es zu Entschädigungsforderungen von Binnenschiffern bei einer Sperrung der Wasserstraße während der Zeit der Olympischen Spiele gekommen.

## Karten und Bilder

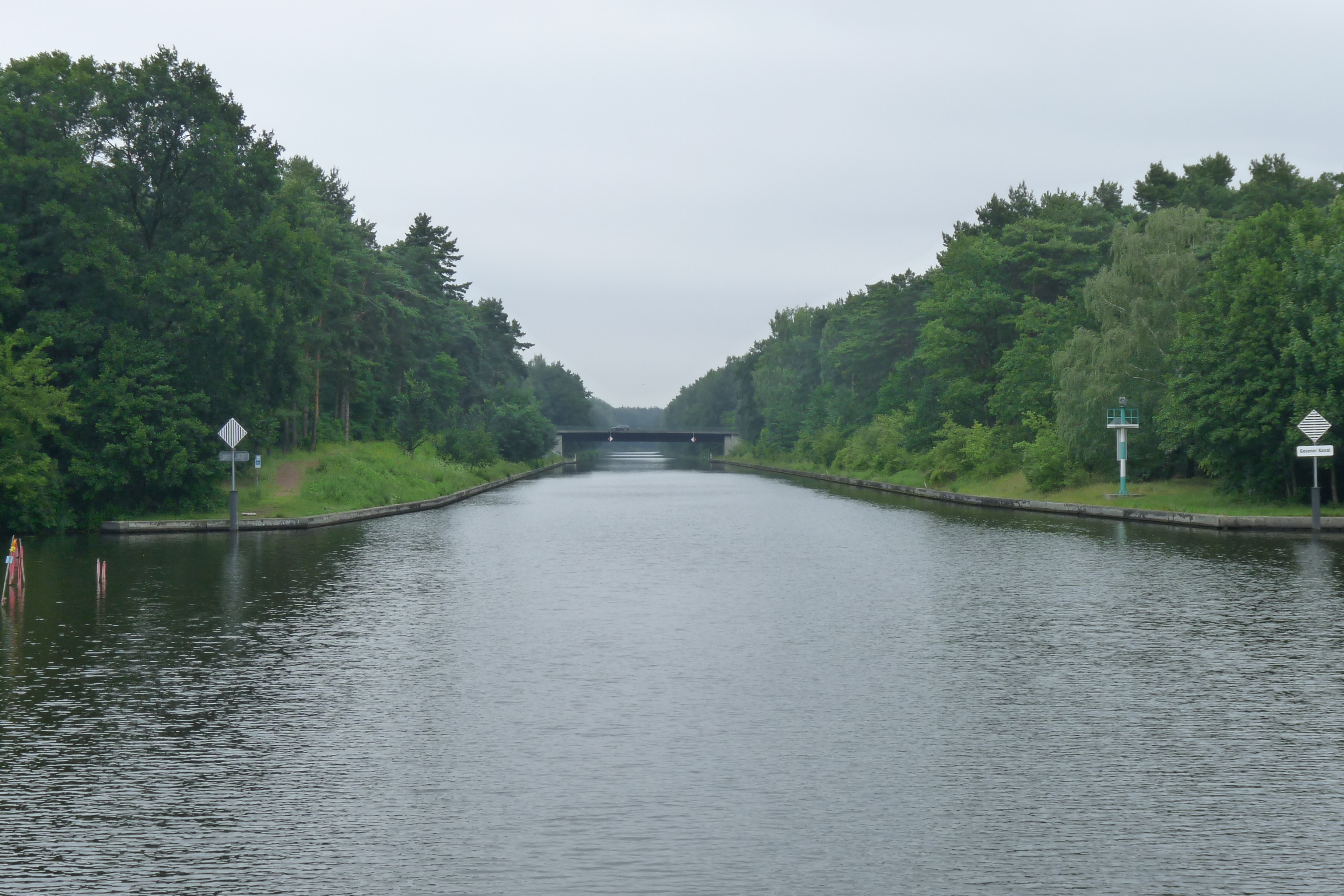
Einfahrt vom Seddinsee in den Gosener Kanal
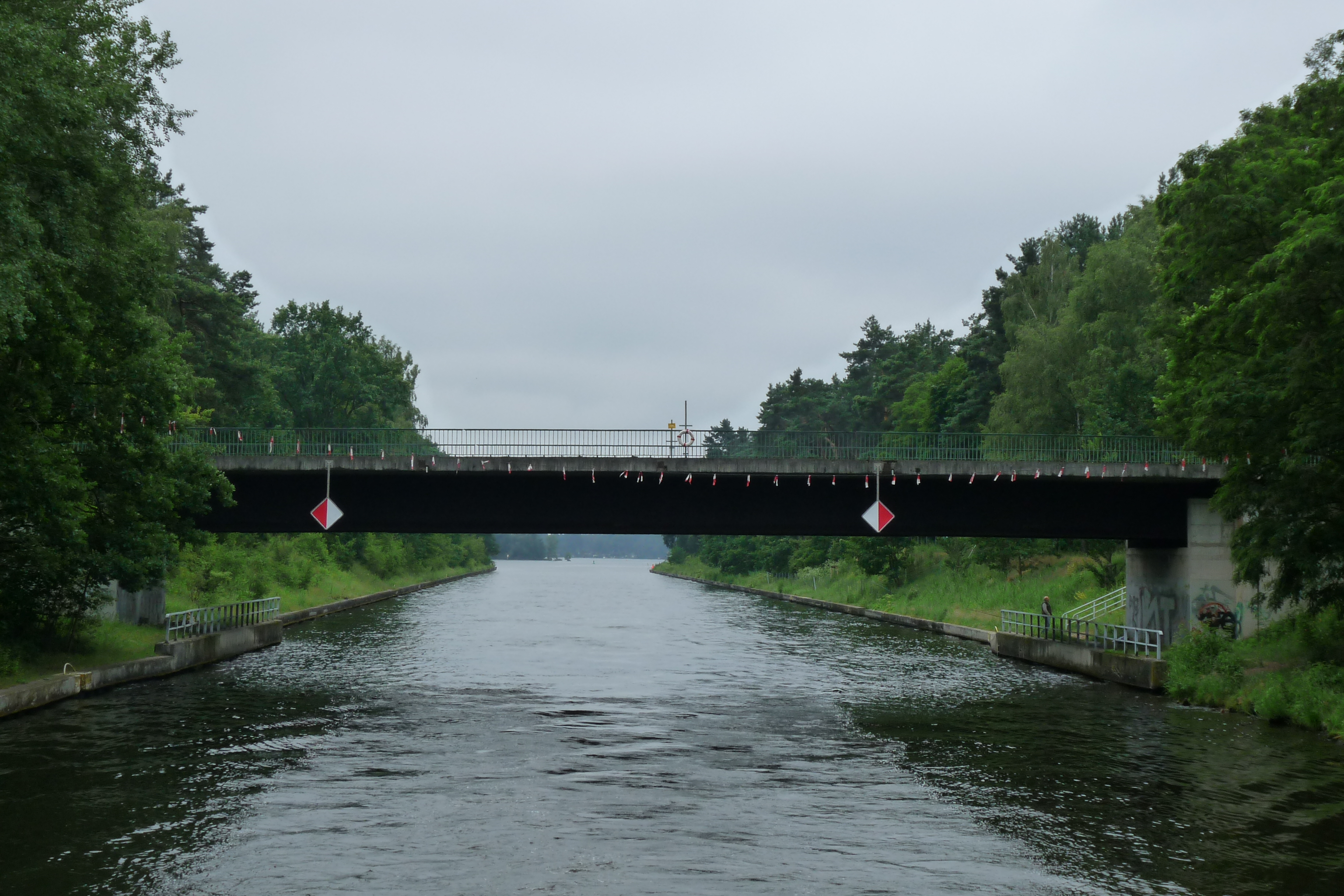
Neue Fahlenbergbrücke
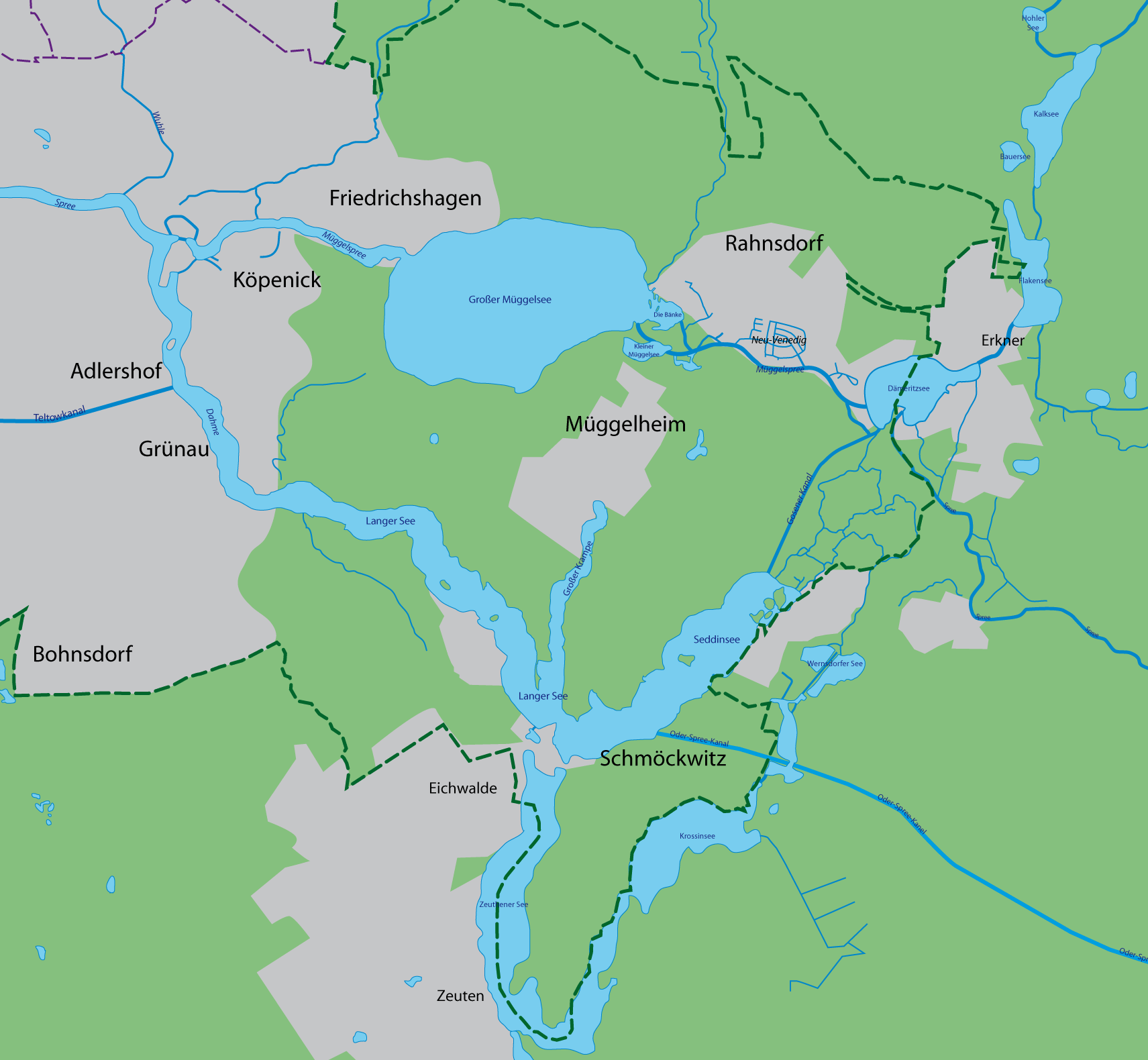
Seen und Wasserstraßen im Südosten Berlins, der Gosener Kanal befindet sich mittig rechts
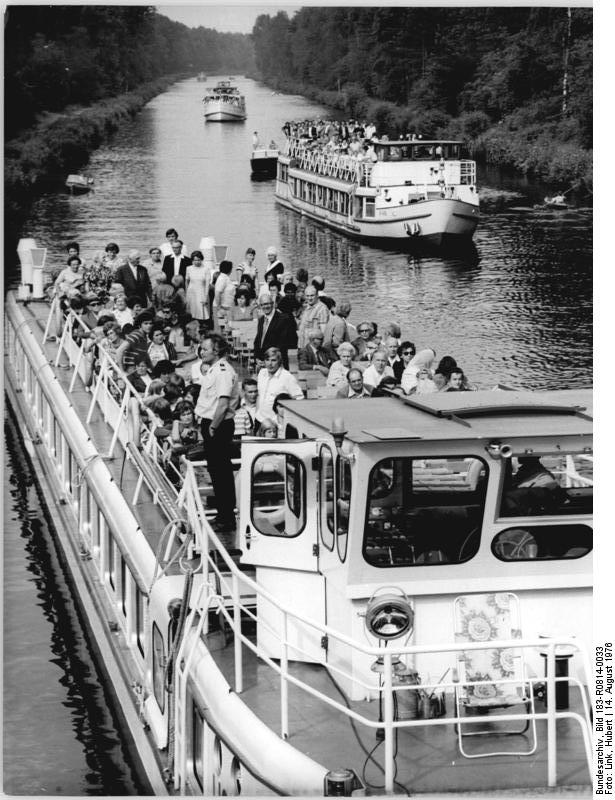
Fahrgastschiffe im Gosener Kanal, August 1976

## Karten
- Folke Stender: Redaktion Sportschifffahrtskarten Binnen 1. Nautische Veröffentlichung Verlagsgesellschaft, ISBN 3-926376-10-4.
- W. Ciesla, H. Czesienski, W. Schlomm, K. Senzel, D. Weidner: Schiffahrtskarten der Binnenwasserstraßen der Deutschen Demokratischen Republik 1:10.000. Bd. 4. Hrsg.: Wasserstraßenaufsichtsamt der DDR, Berlin 1988, OCLC 830889996.